# Prince Oniangué
Prince Oniangué (* 4. November 1988 in Paris) ist ein kongolesisch-französischer ehemaliger Fußballspieler. Der zentrale Mittelfeldspieler spielte 44-mal für die Nationalmannschaft der Republik Kongo und stand zuletzt bei SM Caen unter Vertrag.

## Karriere

### Verein
Oniangué begann seine Karriere bei Hérouville-Saint-Clair und ging 1999 zu SM Caen. 2005 wechselte er in die Jugendabteilung von Stade Rennes. Dort rückte er zur Saison 2008/09 in die erste Mannschaft auf. Am 27. September 2008 kam er beim 1:0-Sieg im Heimspiel gegen die OGC Nizza zu seinem Debüt in der Ligue 1, als er in der 83. Minute für Stéphane Mbia eingewechselt wurde. 2009 verlieh man ihn für ein Jahr an den Zweitligisten SCO Angers, für den er am 18. September 2009 beim 1:1 gegen den CS Sedan sein erstes Tor im Profifußball erzielte. Am Saisonende wechselte Oniangué zum FC Tours, der zu diesem Zeitpunkt ebenfalls in der Ligue 2 spielte. Nach drei Spielzeiten in Tours stand er ab Sommer 2013 bei Stade Reims unter Vertrag. Nach der Spielzeit 2015/16 stieg er mit dem Verein in die Ligue 2 ab.
Zur Saison 2016/17 wechselte Oniangué zum englischen Zweitligisten Wolverhampton Wanderers, bei dem er einen Vierjahresvertrag unterschrieb. Im Januar 2017 wurde er bis Saisonende an den SC Bastia verliehen. Ein Jahr später verlieh man ihn bis zum Ende der Saison an seinen Ex-Verein SCO Angers. Nach seiner Rückkehr wechselte Oniangué zu SM Caen. Nach dem Abstieg in der Spielzeit 2018/19 spielte er mit der Mannschaft anschließend drei Jahre in der zweiten Liga, ehe er den Verein verließ.

### Nationalmannschaft
Oniangué spielte von 2008 bis 2019 für die Nationalmannschaft der Republik Kongo. Am 11. November 2011 erzielte er beim 5:0-Sieg gegen São Tomé und Príncipe sein erstes Länderspieltor. Im Januar 2015 nahm er mit der Republik Kongo am Afrika-Cup in Äquatorialguinea teil. Er kam im Turnier in allen vier Spielen seiner Mannschaft zum Einsatz, die im Viertelfinale an der Demokratischen Republik Kongo scheiterte. Insgesamt erzielte der Mittelfeldspieler in 44 Länderspielen 9 Tore.